# Мафриан
Мафриан (сирийское Mafrejânâ «насаждающий», то есть рукополагающий, духовник) — титул главы яковитской церкви в Месопотамии, принятый в 629 году для того, чтобы отличать сирийских иерархов от несторианских (Ассирийской церкви Востока). Мафриан имел право рукополагать не только священников, но и епископов.
В 991 году престол перенесен в Тикрит, с 1089 по 1112 год пребывал в Мосуле, и после разрушения Тикрита в 1156 окончательно перенесен в Мосул, в монастырь Мар Маттай. С появлением Мафрианата в Турабдине, Мафрианы Востока стали называть себя Мафрианами Мосула (дабы отличаться от турабдинских) и стали всегда добавлять в начало имени «Базелиос». В 1860 году престол Мафриана Востока (Мосула) был упразднён.

## Главы Сиро-яковитской православной церкви в Месопотамии

### МитрополитыСелевкии
Папа бар Аггаи (285—326/27)
Шимур бар Саббаи (326/27-344)
Шахдост (344—345)
Барбашмин (345- 9 января 346)
Томусо (364/64 — 372/73)
Каюма (372/73 — 380)

### Католикосы Селевкии (с 410)
Мор Исхак (399—412)
Мор Ахаи (412—414/15)
Мор Ябаллаха I (414/15-420)
Мор Мана (420)
Мор Даешу (421—450)
Мор Бабовай (450—484)
484—559 — несториане

### Великие католикосы Востока
Мор Ахудемех (559- 2 августа 575)
Мор Хамисо (578—609)
Мор Самуэл (614—624)

### Мафрианы
Мор Марута (629- 2 мая 649)
Мор Денха I (649—659)
Бар Исо (669—683)
Мор Абрахам (Ибрахим ас-Саяд) (685—686)
Мор Давид (686)
Мор Юханнан I (686—688)
Мор Денха II (688—728)
Мор Паулос (728—757)
Мор Юханнан II (758—785)
Мор Иосеф (785—786)
Мор Сарбиэл (794—810)
Мор Шемавун (811-?)
Мор Базелиос I (?-830)
Мор Даниэл (829—834)
Мор Тома (834- 8 мая 847)
Мор Базелиос II (848 — 17 октября 868)
Мор Мелкисадек (857 — 25 ноября 868)
Мор Саркис (872 — 11 ноября 883)
Мор Атанасиус (8 февраля 887 — 27 декабря 903)
Мор Тома II (9 сентября 910—911)
Мор Денха III (912—932)
Мор Базелиос III (ноябрь 936—960)
Мор Куриакос (962—979)
Мор Юханнан III (980—988)
Мор Игнатиус бар Кикке (991—1016)
Мор Атанасиус II (1027—1041)
Мор Базелиос IV (1046—1069)
Мор Юханон Слиба I (1075—1106)
Мор Дионисиус Моса (1112—1134)
Мор Игнатус Лазар (1142—1164)
Мор Юханон Саруг (1164—1188)
Мор Грегориос Якуб (1189—1214)
Мор Дионисиус (1189—1203) — анти-мафриан
Мор Игнатиус Давид (1215—1222) (затем патриарх)
Мор Дионисиус Слиба (1222—1231)
Мор Юханнон бар Мадани (1232—1252) (затем патриарх)
Мор Игнатус Слиба (декабрь 1252—1258)
Мор Грегориос бар Ебрайо (19 января 1264 — 30 июля 1286)
Мор Грегориос бар Сума (1288—1308)
Мор Грегориос Матаи (1317—1345)
Мор Атанасиус Абрахам (1364—1379)
Мор Грегориос бар Каиная (-1361) — анти-мафриан
Мор Базелиос Бехнам Хадлийо (1404—1412) (затем патриарх)
Мор Бехнам Арабойо (1415—1417)
Мор Бар Сума Мудаяно (9 апреля 1422—1455)
Мор Базелиос Азиз (1471- сентябрь 1487)
Мор Нух (1489—1493) (затем патриарх)
Мор Абрахам (5 января 1496—1508)
Мор Базелиос Блиас (-1523)
Мор Атанасиус Хабиб I (1528—1533)
Мор Базелиос Элиас (1533—1552)
Мор Базелиос Немет Аллах I (1555—1557) (затем патриарх)
Мор Базелиос Абдед ал-Гани (1557 — 19 июня 1975)
Мор Базелиос Давид Шах ибн Нур-Абдин (1575—1576) (затем патриарх)
Мор Базелиос Филатос (1576—1591) (затем патриарх)
Мор Базелиос Абд ал-Гани (1591—1597)
Мор Патрос V Хадая (1597) (затем патриарх)
Мор Базелиос Исая (уп.1626)
Мор Базелиос Сакралла I (1639—1652)
Мор Базелиос Абдул Маших I (1655—1662) (затем патриарх)
Мор Базелиос Хабиб II (1665—1674)
Мор Базелиос Геваргезе II (1674—1687) (затем патриарх)
Мор Базелиос Елдо (1678- 29 сентября 1685) (находился в Индии)
Мор Базелиос Исаак II (1687—1709) (затем патриарх)
Мор Базелиос Матаи (1709-?)
Мор Базелиос Лазар III (?-1713)
Мор Базелиос Матаи II (1714-?)
Мор Базелиос Сакралла II (?-1722) (затем патриарх)
Мор Грегориос Лазар IV (1730—1742)
Мор Базелиос Сакралла III (1748- 20 октября 1764) (обыл в Индию)
Мор Базелиос Геваргезе III (1760—1768)
Мор Базелиос Слиба IV (1773-?)
Мор Базелиос Бишара (1782—1811)
Мор Базелиос Яванан (уп. 1803)
Мор Базелиос Курилос Абд ал-Азиз (1811—1816)
Мор Базелиос Матфей IV (1820)
Мор Базелиос Элиас II (1825—1827) (отлучен за присоединение к католичеству)
Мор Базелиос Элиас III Анкас (1827—1838) (затем патриарх)
Мор Базелиос Беханам IV (1852—1859)